# 훌리아카
훌리아카(스페인어: Juliaca, 케추아어: Hullaqa, 아이마란어 Hullaqa)는 페루 남부 푸노 지방에 있는 산로만의 주도이다. 안데스산맥 동쪽, 티티카카 호수 근처의 해발 3,825m에 위치하며 모직물 및 양모 거래의 중심지이다. 시내는 잉카 만코 카팩 국제공항과 고지대를 달리는 페루 남부철도가 발착하는 역이 있어 교통 거점이 되고 있으며, 수도 리마와 주도 푸노 및 린주의 주청 소재지인 쿠스코와 이웃 나라 볼리비아와 연결되어 있다. 시르스타니 유적과 라라야 고개 같은 관광지도 가깝다.

## 개요
바람이 잦은 코야오 고원에 위치했기 때문에, ‘바람의 도시’라는 별명이 있을 정도로 바람이 잦다. ‘양말도시’ 또는 ‘자수도시’라는 별칭을 가지고 있기도 한데, 이것은 훌리아카가 양말, 스웨터 등의 수공예품의 중심지이기 때문이다.

## 경제
훌리아카는 물류와 서비스 교역의 중심지이며, 푸노 지방의 금융 수도로 여겨진다. 무역이 주요 경제 활동이며, 26.5%의 노동력으로 구성되어 있다. 2008년에 훌리아카는 15,439개의 상업 지역이며, 이것은 푸노 지방에서 이루어진 41%의 교역량에 해당한다.
훌리아카 시는 최근 자본 투자의 중심지가 되었으며, 결과적으로 가난이 감소하고, 1인당 소득이 증가하는 추세에 있다.

## 기후
훌리아카는 연중 서늘하고, 추운 고산기후 지역이다. 연간 평균 강수량은 610mm로 적고, 겨울은 추운 밤과 아침 그리고 따듯한 오후를 가진 건조한 날씨이다.
| 훌리아카의 기후                                                        | 훌리아카의 기후 | 훌리아카의 기후 | 훌리아카의 기후 | 훌리아카의 기후 | 훌리아카의 기후 | 훌리아카의 기후 | 훌리아카의 기후 | 훌리아카의 기후 | 훌리아카의 기후 | 훌리아카의 기후 | 훌리아카의 기후 | 훌리아카의 기후 | 훌리아카의 기후 |
| 월                                                                     | 1월             | 2월             | 3월             | 4월             | 5월             | 6월             | 7월             | 8월             | 9월             | 10월            | 11월            | 12월            | 연간            |
| ---------------------------------------------------------------------- | --------------- | --------------- | --------------- | --------------- | --------------- | --------------- | --------------- | --------------- | --------------- | --------------- | --------------- | --------------- | --------------- |
| 역대 최고 기온 °C (°F)                                                 | 30.4 (86.7)     | 26.0 (78.8)     | 23.8 (74.8)     | 27.0 (80.6)     | 23.0 (73.4)     | 21.8 (71.2)     | 21.5 (70.7)     | 22.1 (71.8)     | 24.0 (75.2)     | 24.0 (75.2)     | 25.5 (77.9)     | 27.2 (81.0)     | 30.4 (86.7)     |
| 일평균 최고 기온 °C (°F)                                               | 17.2 (63.0)     | 16.9 (62.4)     | 17.3 (63.1)     | 17.7 (63.9)     | 17.6 (63.7)     | 17.1 (62.8)     | 16.8 (62.2)     | 17.8 (64.0)     | 18.6 (65.5)     | 19.1 (66.4)     | 19.9 (67.8)     | 18.6 (65.5)     | 17.9 (64.2)     |
| 일일 평균 기온 °C (°F)                                                 | 10.9 (51.6)     | 10.9 (51.6)     | 10.6 (51.1)     | 9.5 (49.1)      | 7.1 (44.8)      | 5.3 (41.5)      | 4.9 (40.8)      | 6.1 (43.0)      | 8.2 (46.8)      | 9.7 (49.5)      | 10.8 (51.4)     | 11.1 (52.0)     | 8.8 (47.8)      |
| 일평균 최저 기온 °C (°F)                                               | 4.5 (40.1)      | 4.8 (40.6)      | 3.8 (38.8)      | 1.2 (34.2)      | −3.5 (25.7)     | −6.5 (20.3)     | −7.0 (19.4)     | −5.7 (21.7)     | −2.3 (27.9)     | 0.3 (32.5)      | 1.6 (34.9)      | 3.5 (38.3)      | −0.4 (31.2)     |
| 역대 최저 기온 °C (°F)                                                 | −4.8 (23.4)     | −3.0 (26.6)     | −5.0 (23.0)     | −7.2 (19.0)     | −12.4 (9.7)     | −12.0 (10.4)    | −12.2 (10.0)    | −12.0 (10.4)    | −7.8 (18.0)     | −5.6 (21.9)     | −6.0 (21.2)     | −5.2 (22.6)     | −12.4 (9.7)     |
| 평균 강수량 mm (인치)                                                  | 126.3 (4.97)    | 119.0 (4.69)    | 95.8 (3.77)     | 39.5 (1.56)     | 6.1 (0.24)      | 2.3 (0.09)      | 5.0 (0.20)      | 5.2 (0.20)      | 21.8 (0.86)     | 51.1 (2.01)     | 42.3 (1.67)     | 104.7 (4.12)    | 619.1 (24.38)   |
| 출처 1: 페루 국립기상수문청 (평년값: 1991년~2020년, 극값: 1961년~현재) |                 |                 |                 |                 |                 |                 |                 |                 |                 |                 |                 |                 |                 |
| 출처 2: Meteo Climat (극값 일부)                                       |                 |                 |                 |                 |                 |                 |                 |                 |                 |                 |                 |                 |                 |

## 화보

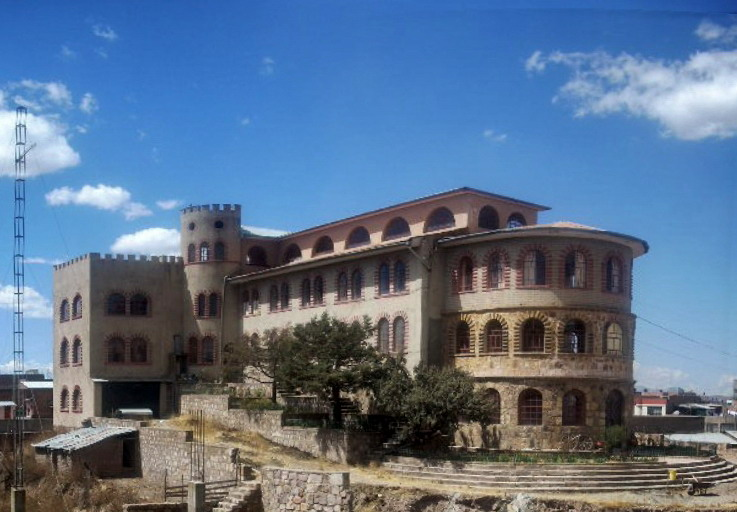
훌리아카 프란시스코 성소
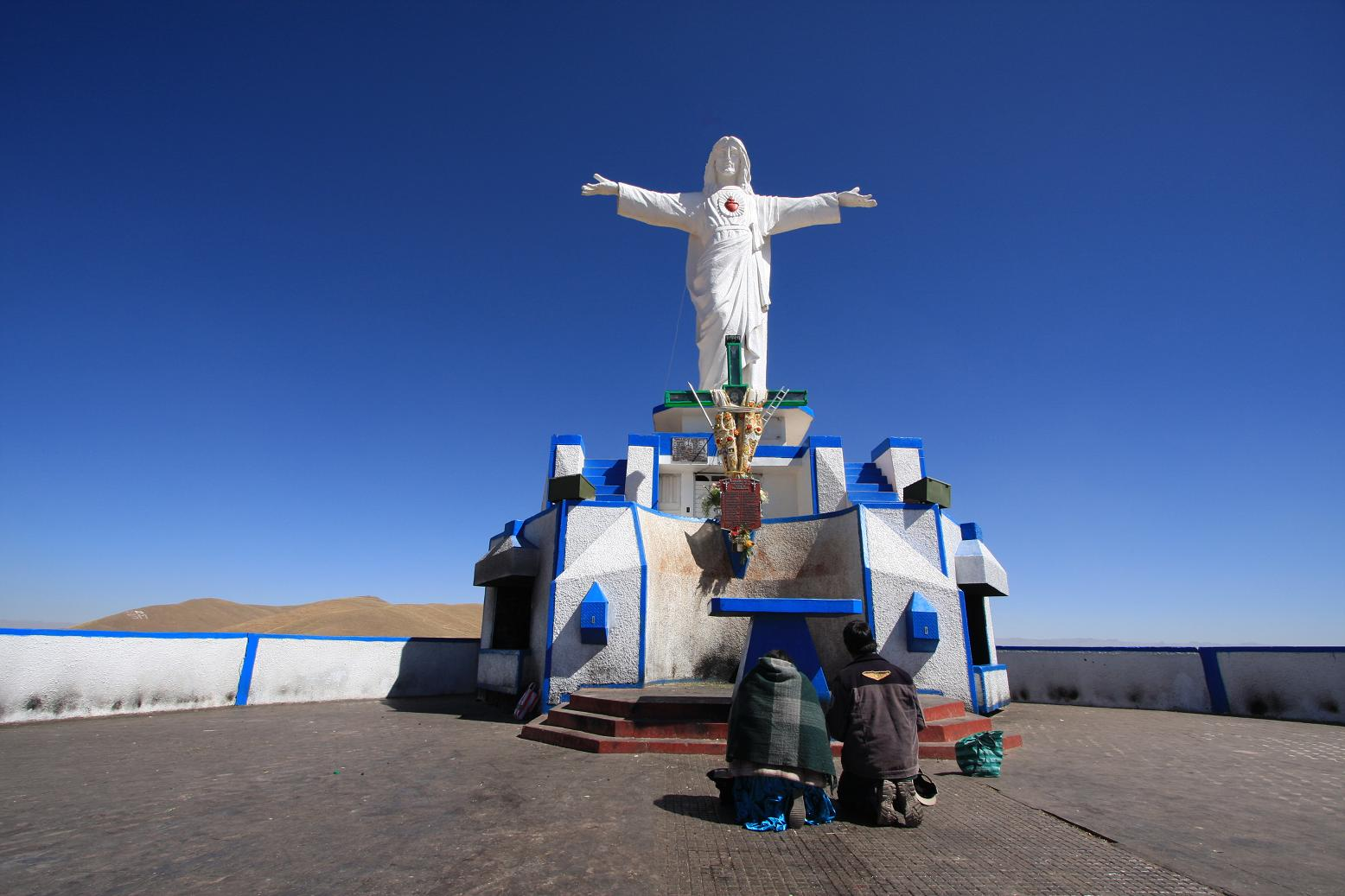
흰 예수상
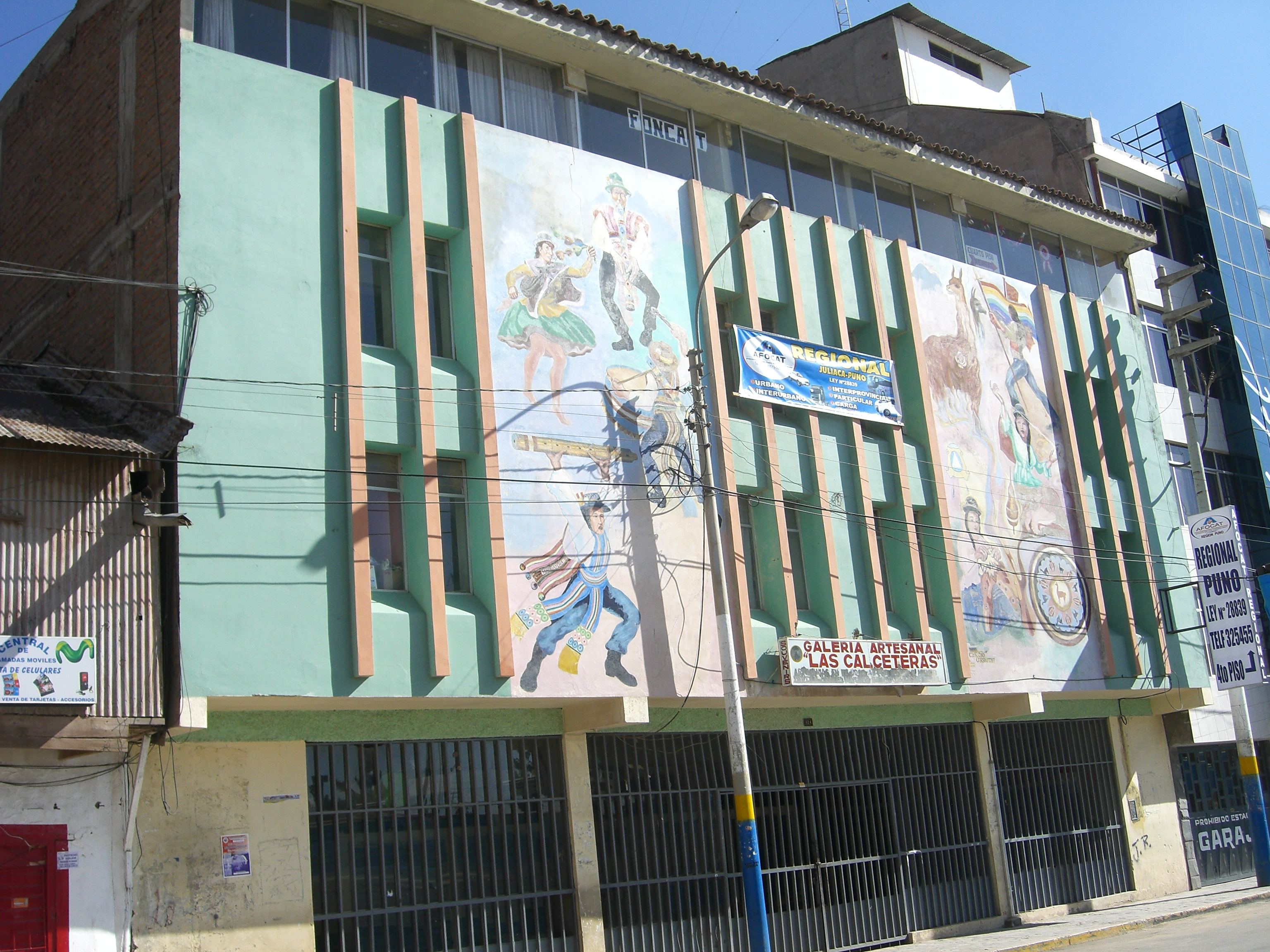
갤러리아 라스 칼세테라스
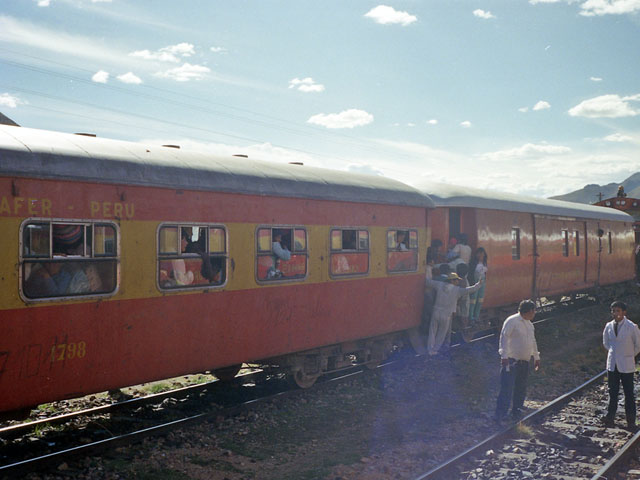
훌리아카의 기차
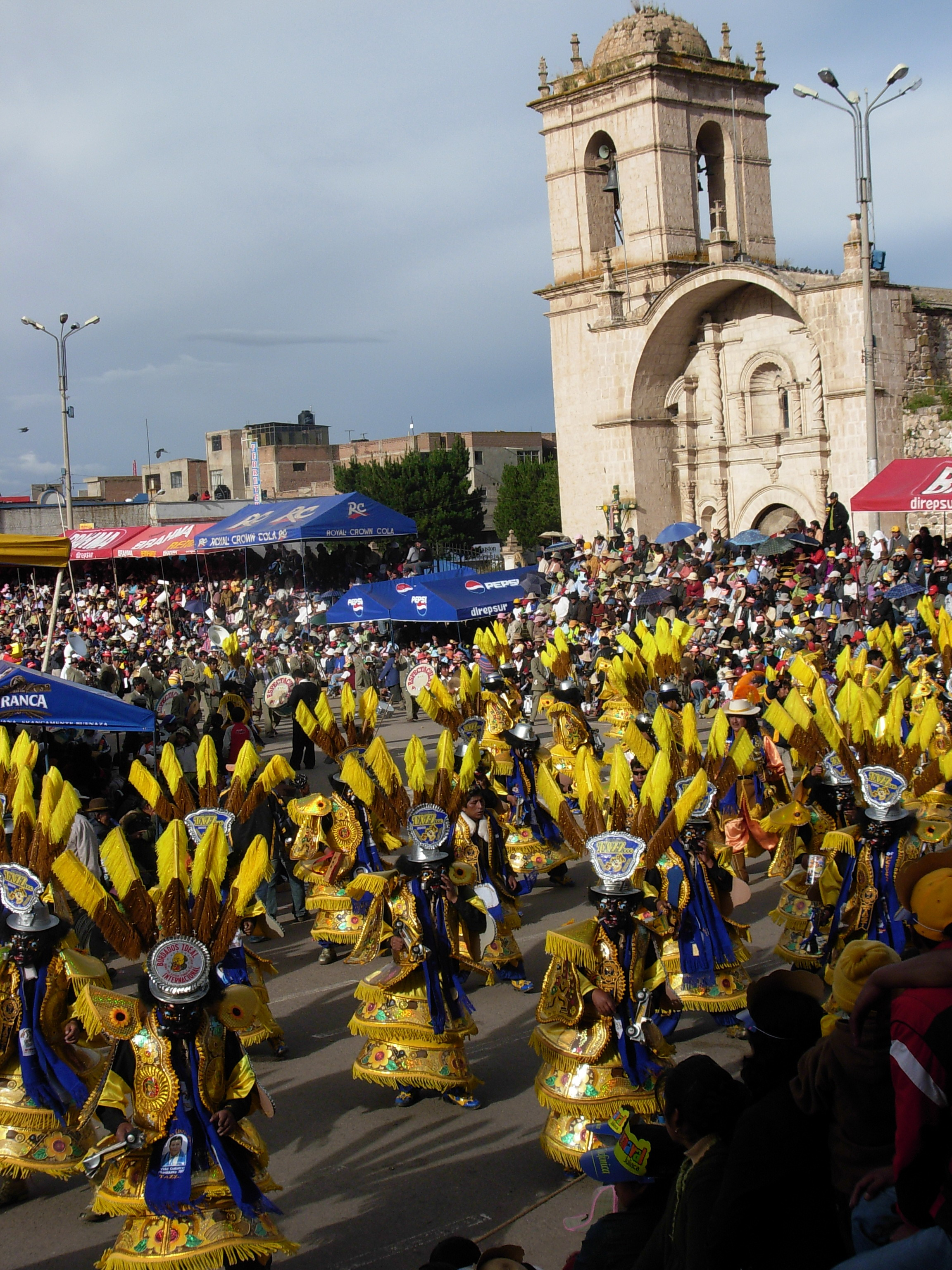
훌리아카 카니발
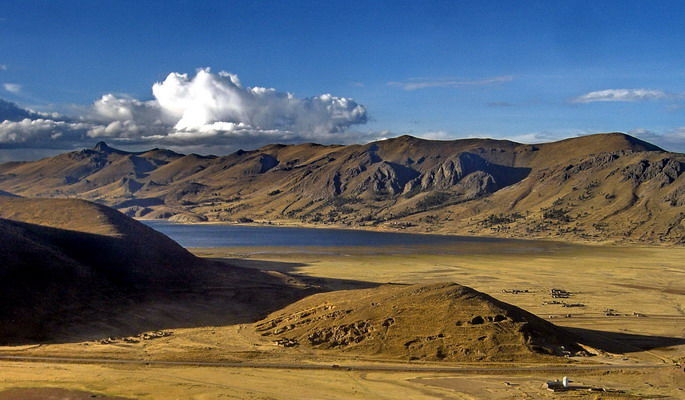
차카스 라군